# Elijah Baley
Elijah Baley  detektív kitalált szereplő Isaac Asimov Alapítvány–Birodalom–Robot regényciklusának.
Az Acélbarlangok, A mezítelen nap és A Hajnal bolygó robotjai regényekben szerepel.
|  | Ez a szócikk a teljes Alapítvány–Birodalom–Robot regényciklus cselekményét részletezi! |

## Élete
Elijah Baley New York Cityben született, apja atomfizikus volt. Egyéves korában apját lefokozták egy baleset miatt, nem sokkal később elveszítette anyját. Nyolcéves volt, amikor apja is meghalt. Ezután árvaházban nőtt fel, egyedül Boris nagybátyja segítette időnként.
Tanulmányai elvégzése után rendőrtisztként dolgozott negyvenes éveinek elejéig. Közben megnősült; feleségével — Jessie Baley-vel, lánykori nevén Jezebel Navodny-val — közös fiuk az ekkorra már tizenhat éves Bentley Baley.
A cselekmény idején az emberiség túljutott a galaxis a gyarmatosításának első lépésén. A Föld hatalmas városai a nyersanyagokat a szomszéd világokból importálják. Az őket körülvevő ötven világ lenézi a Földet; a földlakókat nem engedik be földjükre. A Földön élő emberek kupolák alá zárt zsúfolt városokban élnek; félnek a nyitott terektől és a szabad levegőtől. Az űrlakók világai viszont ritkán lakottak, mentesek a betegségektől és a bűnözéstől, ők maguk pedig több száz évig is élnek.
Baley első jelentős megbízatását akkor kapta, amikor gyilkosság történt az Űrvárosban, ahol az űrlakók egy kis csoportja élt a Földön. Az űrlakók a földlakókat gyanúsították a gyilkossággal, és ragaszkodtak ahhoz, hogy a nyomozó Baley egy robottal, R. Daneel Olivaw-val együtt dolgozzon. A nyomozás közben Baley többször is rossz nyomra tévedt, ahogy mindenáron azt próbálta bizonyítani, hogy a gyilkosságot nem földlakó követte el — olyannyira a gyilkossággal kétszer is Daneelt vádolta meg. A nyomozás lezárása előtti utolsó órákban azonban összeállt a kép. Kiderült, hogy az űrlakót Baley főnöke, Enderby rendőrfőnök ölte meg. Ő konzervatív és robotellenes nézeteit követve R. Daneelt akarta elpusztítani, ám tévedésből Dr. Sartont lőtte le.
Baley a nyomozás közben megismerkedett Dr. Fastolfe-fal, az Aurora bolygó befolyásos robotszakértőjével, Daneel tervezőjével és tulajdonosával. Megismerte Fastolfe politikai álláspontját, hogy a galaxis további bolygóit nem az űrlakóknak, hanem a földlakóknak kellene betelepíteniük, hiszen az űrlakók már elkényelmesedtek, nem vállalják az új kolóniák létrehozásával járó kellemetlenségeket és veszélyeket. Ezek a gondolatok és R. Daneel megismerése fokozatosan megváltoztatták Baley robot- és űrlakóellenes magatartását, Dr. Fastolfe pedig ráébredt, hogy a Baley-hez hasonlóan meggyőzhető emberek megnyerésével többre megy, mintha felülről erőltetné a változásokat. Ezért felszámolták az űrvárost, és eldöntötték hogy csak a háttérből próbálják segíteni a földlakók kitelepülését. Enderby rendőrfőnököt nem vádolták meg hivatalosan a gyilkossággal — cserébe megkérték, hogy a konzervatívok között terjessze és támogassa Fastolfe elképzeléseit.
Két évvel azután, hogy Baley segített megoldani az űrvárosbeli gyilkosság ügyét, újabb jelentős megbízást kapott. A Solaria nevű bolygóra kellett utaznia, hogy megoldjon egy gyilkossági ügyet. Az áldozat Dr. Delmarre, az egyetlen szóba jöhető gyanúsított pedig Gladia Delmarre, az áldozat felesége. Ebben a nyomozásban is R. Daneel Olivaw szegődött Baley társául, mivel az Aurora bolygó vezetői is szeretnék megtudni, mi folyik a Solarián. Úgy vélték, a gyilkosság csak a felszín — Hannis Gruer, a Solaria biztonsági főnöke valamilyen összeesküvést sejtett a háttérben. Baley-nek mindkét rejtélyt meg kellett oldania. Az összeesküvők eközben megmérgezték a biztonsági főnököt és egy mérgezett nyíllal sikertelen merényletet hajtottak végre Baley ellen is, ráadásul az új biztonsági főnök már nem is támogatta úgy a nyomozást, mint elődje. Baley-nek többször is ki kellett mennie a felszínre, és apránként kezdte megszokni a szabad eget. Végül rájött, hogy a merényletek mögött a bolygó legjobb robotszakértője, Dr. Leebig állt. Ő egy olyan, pozitronaggyal ellátott és ember nélküli űrhajót tervezett, amivel az embereket szállító ellenséges hadihajókat is ki lehetett volna lőni, megkerülve a robotika első törvényét. Az áldozat, Dr. Delmarre rájött erre, ezért kellett meghalnia. A leleplezett Dr. Leebig öngyilkossága miatt sosem derült fény arra, hogy a gyilkossághoz felhasználta Gladiát is — Dr. Leebig manipulációja következtében valójában ő ölte meg a férjét egy öntudatlan pillanatában, amire később nem emlékezett. Az ügy megoldása után Gladia elhagyta a Solariát, hogy inkább az Aurorán telepedjen le, Baley pedig eldöntötte, hogy a Földre visszatérve önkéntesekkel fogja gyakoroltatni a szabad ég alatti munkavégzést, ami elengedhetetlen ahhoz, hogy a Föld egyszer majd az Aurora és Dr. Fastolfe befolyásával élve telepeseket küldhessen újabb bolygók benépesítésére.
A solariai nyomozást követő években R. Daneel váratlanul meglátogatta a Földön Baley-t, hogy a segítségét kérje egy dilemma, a tükörkép-ügy megoldásához.
A Földön Baley rendszeresen gyakorlatozott az önkéntesekkel — köztük a fiával, Bentleyvel — a szabad ég alatt, de se az Aurora, se a Föld kormányától nem kapták meg az ígért támogatást. Kapott viszont egy újabb fontos megbízatást, amelyhez most az Aurorára kellett utaznia. Ott időközben Dr. Fastolfe lett a vezető politikus, ám bajba került. Ellenfelei azzal vádolták meg, hogy szándékosan „megölt” egy humanoid robotot, R. Jandert. R. Jander ugyanolyan robot volt, mint Daneel — őt is Dr. Fastolfe tervezte, és nagyon hasonlított is R. Daneelre. A gyilkossági ügy itt is csak a felszín, a valódi tét a politikai hatalom kérdése az Aurorán, és ezzel a Föld jövője. Dr. Fastolfe ellenfelei a Föld ellenfelei is voltak. El akarják zárni a Földet az újabb bolygók betelepítésének lehetőségétől, és földlakók helyett humanoid robotokkal akarták újraindítani a kolonizációt. A humanoid robotok előállításának elméletét azonban csak Dr. Fastolfe ismerte, és nem volt hajlandó megosztani azt ellenfeleivel, amíg azok a robotokat a kolonizációra akarják felhasználni.
A bolygóra megérkezve kiderült, hogy R. Jander a Solarián megismert és a gyilkosság vádja alól felmentett Gladia Delmarre szolgálatában állt. Gladia „férjeként” is használta R. Jandert, amiről még Dr. Fastolfe sem tudott. Éppen ez a titok lett az R. Jander-ügy megoldásának kulcsa — kiderült, hogy Dr. Fastolfe legkomolyabb ellenfele és vetélytársa, Dr. Amadiro titokban megfigyelte R. Jandert, sőt, kísérletezett is vele, hogy így jöjjön rá a humanoid robotok készítésének elméletére. A kísérletek közbenn megtudta, hogy R. Jander Gladia „férje”, és a „gyilkosság” vizsgálata közben elszólhatja magát a titkos megfigyelésekről. Jander mentális zárlatát ezek után már mindenki az ő vizsgálatai következményének tartotta és nem pedig Dr. Fastolfe művének. Dr. Amadiro kénytelen volt visszavonulni, és engedni, hogy Fastolfe pártja utat nyisson a Föld telepeseinek. A valódi gyilkos kilétére csak Baley jött rá, az aurorai nyomozásban ugyanis nem csak R. Daneel segítette munkáját (mint korábban a Solarián és a Földön), hanem egy R. Giskard nevű robot is. Baley a nyomozás végén felismerte, hogy Giskardnak különleges képessége van: képes olvasni az emberek gondolataiban és telepatikusan akár részben módosíthatja is azokat. Ezzel a módszerrel az évek alatt egyrészt megtanulta Dr. Fastolfe-tól a humanoid robotok készítésének elméletét, másrészt pedig rájött, hogy Dr. Amadiro titkos vizsgálatai hamarosan eredményre vezethetnek. Ő idézte elő R. Jander mentális zárlatát, mert ő is úgy vélte, hogy az emberiség javát a földlakók és nem a humanoid robotok kitelepülése szolgálná.
Két évvel az aurorai ügy után Baley fia, Bentley elindult az első csoport telepessel egy újabb bolygó benépesítésére;ez a bolygó lett Baleyföld. Újabb három év múlva, ötvenévesen Baley is felszállt egy telepeseket szállító hajóra, hogy csatlakozzon fiához — felesége, Jessie azonban nem volt képes elhagyni a Földet. Útban Baleyföld felé Baley még egyszer, utoljára meglátogatta titkos szerelmét, Gladiát, akivel együtt töltött egy éjszakát, amikor az Aurorán megoldotta az R. Jander-ügyet.
Baley Baleyföldön halt meg. Halála előtt még elküldte Bentley-t az Aurorára R. Daneelért. Gladia is Baleyföldre utazott R. Daneellel, de Baley csak R. Daneelt engedte magához - vele beszélt utoljára.
Utoljára az Alapítvány és Föld című műben említi Asimov.